# Postfeminism
Postfeminism är ett politiskt ställningstagande med utgångspunkt i feminismen. Enligt vissa innebär postfeminism att feminismen har uppnått alla de mål som den är kapabel att uppnå, såsom allmän och lika rösträtt, tillträde till alla ämbeten, förbud mot diskriminering och rätt till abort. Enligt andra betyder det att begreppen feminism och jämställdhet bör omvärderas.
För vissa feminister används begreppet negativt, för att peka på en ny spridning av fenomen som feminister sett som sexistiska eller förtryckande. Begreppet har i likhet med postmodernism fått ett antal olika och delvis motsägelsefulla betydelser.

## Definition och användning
Begreppet postfeminism (engelska: postfeminism eller post-feminism) har å den ena sidan beskrivits som ett mediebegrepp, alternativt som en motreaktion mot feminismen som rörelse och politik (jämför antifeminism). Å den andra sidan har begreppet diskuterats som ett nytt och radikalt angreppssätt för de feministiska frågorna, hos unga kvinnor engagerade i feministisk aktivism och teori.
Postfeminismen har beskrivits vara mer av en attityd eller etik än en politisk rörelse. Begreppet har även kommit att användas i motsats mot en falsk uppfattning av feminismen som monolitisk och ointresserad av att respektera mäns intressen. Detta glömmer den under olika tider stora spännvidden och de många meningsskiljaktigheterna inom feminismen, exempelvis mellan radikalfeminism och sexpositiv feminism.
Postfeminism anknyter till mansforskning och uppfattningen att jämställdhetssträvanden ska ske på både mäns och kvinnors villkor. Därmed fungerar det postfeministiska konceptet som en ofta otydlig yta mellan feminism och antifeminism, där man stödjer jämställdhet och kvinnors egenmakt men tillbakavisar den skarpa kritiken mot fortlevande patriarkala normer som kännetecknat stora delar den feministiska rörelsen.

## Historik

### Bakgrund
Postfeminism började användas som begrepp i början av 1980-talet. Det föddes som begrepp efter att det feministiska engagemanget från den andra vågens feminism sjönk hos en ny generation kvinnor under 1980- och 1990-talet. Judith Butler, en framstående tänkare inom den tredje vågens feminism, beskrev 1994 hur hon blivit kallad "postfeminist" på ett nedvärderande vis.

### Framväxt
Begreppet blev vanligt under 1990-talet, med synlighet bland annat via olika böcker och skrifter. Detta var en tid när tredje vågens feminism växte fram i en ny generation kvinnor – och män – som var mer HBTQ-orienterad och anammade fler könstypiska attribut (i kontrast mot andra vågens feminister). Detta var en mer inkluderande rörelse, där begreppet "feminist" användes mindre ofta.
1991 publicerades Postfeminism, en brevbok av Birgitta Boucht med flera författare. 2000 skrev Elizabeth Wright boken Lacan and Postfeminism, utifrån Jacques Lacan – en känd röst inom postmodern psykoanalys.
2003 listade Elaine J. Hall och Marnie Salupo Rodriguez, i sin tidskriftsartikel "The Myth of Postfeminism", fyra centrala ingredienser hos en postfeministisk grundåskådning:
- minskat feministiskt stöd hos kvinnor under 1980- och 1990-talet
- antifeministiska känslor hos en del yngre kvinnor
- åsikten bland många yngre kvinnor att feminismen nått sina huvudsakliga mål
- ett stöd för jämställdhet men ovilja att ta på sig en feministisk etikett (kopplad till det rykte som feminismen då fått i samhället)

En femte ingrediens tas upp i Halls och Rodriguez' listning, där vissa kvinnor menat att ett fokus på kvinnors jämställdhet var exkluderande. Dessa kvinnor arbetade hellre för en sorts humanism, med mänsklig jämställdhet/jämlikhet som mål. Postfeminismen utifrån detta kriterium kunde delvis ses som ett tillbakavisande av identitetspolitik, där "feminism" blivit definierad av en ovilja eller ointresse att respektera mäns intressen.

### Vidare utveckling
Under den fjärde vågens feminism har motsättningar mellan olika generationer av kvinnor vuxit och ökat fokus satts på fenomen som kroppspositivism, sexuella trakasserier och könsbaserat våld. En del av denna aktivism har kritiserats för att vara viktimiserande och undvika personligt ansvar, och postfeminismen har där fortsatt att kopplas till denna kritik emot feminismen i gemen. Denna kritik har ofta kommit från äldre kvinnor.